# Волдорф (Міннесота)
Волдорф (англ. Waldorf) — місто (англ. city) в США, в окрузі Восека штату Міннесота. Населення — 201 особа (2020).

## Географія
Волдорф розташований за координатами 43°55′59″ пн. ш. 93°41′51″ зх. д. / 43.93306° пн. ш. 93.69750° зх. д. (43.933122, -93.697408).  За даними Бюро перепису населення США в 2010 році місто мало площу 0,99 км², уся площа — суходіл.

## Демографія
Згідно з переписом 2010 року, у місті мешкало 229 осіб у 100 домогосподарствах у складі 66 родин. Густота населення становила 231 особа/км².  Було 115 помешкань (116/км²).
Расовий склад населення:
| - 99,6 % — білих - 0,4 % — азіатів |

До двох чи більше рас належало 0,0 %. Частка іспаномовних становила 0,0 % від усіх жителів.
За віковим діапазоном населення розподілялося таким чином: 24,0 % — особи молодші 18 років, 57,2 % — особи у віці 18—64 років, 18,8 % — особи у віці 65 років та старші. Медіана віку мешканця становила 42,1 року. На 100 осіб жіночої статі у місті припадало 106,3 чоловіків;  на 100 жінок у віці від 18 років та старших — 112,2 чоловіків також старших 18 років.
Середній дохід на одне домашнє господарство  становив 47 937 доларів США (медіана — 48 438), а середній дохід на одну сім'ю — 59 842 долари (медіана — 51 875). За межею бідності перебувало 13,0 % осіб, у тому числі 27,3 % дітей у віці до 18 років та 3,8 % осіб у віці 65 років та старших.
Цивільне працевлаштоване населення становило 108 осіб. Основні галузі зайнятості: виробництво — 23,1 %, освіта, охорона здоров'я та соціальна допомога — 22,2 %, мистецтво, розваги та відпочинок — 11,1 %, сільське господарство, лісництво, риболовля — 10,2 %.